# Oxid rutheničelý
Oxid rutheničelý (RuO4) je sloučeninou kyslíku s rutheniem, které v něm má oxidační číslo VIII. Samotný oxid rutheničelý je jedním z pěti známých oxidů s prvkem v nejvyšším oxidačním stavu (ještě jsou známy oxid osmičelý, oxid hassičelý, oxid iridičelý a oxid xenoničelý).[zdroj?] Je méně stabilní než oxid osmičelý, dokáže oxidovat zředěnou i koncentrovanou kyselinu chlorovodíkovou, v roztocích alkalických hydroxidů se rozpouští za vzniku RuO 2-
4 .